# Joel Fitzgibbon

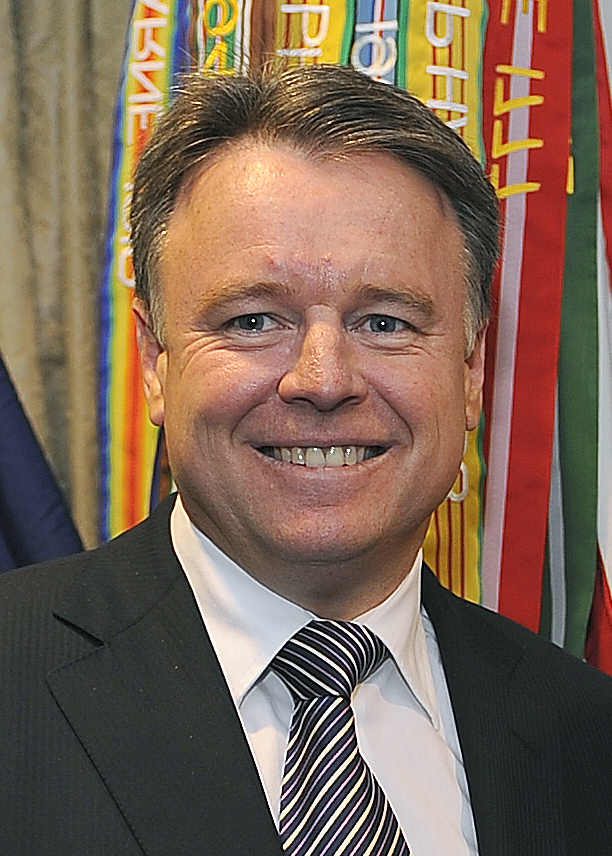
Joel Fitzgibbon (2008)

Joel Andrew Fitzgibbon (* 16. Januar 1962 in Bellingen, New South Wales, Australien) ist ein ehemaliger australischer Politiker. Er war Mitglied der Australian Labor Party und war im Kabinett Rudd I von 3. Dezember 2007 bis 9. Juni 2009 Verteidigungsminister. Danach wurde er unter Julia Gillard der Chief Government Whip im House of Representatives. In der zweiten Amtszeit Rudds war er Minister für Landwirtschaft, Fischerei und Forstwirtschaft.
Fitzgibbon folgte seinem Vater, Eric Fitzgibbon, in die Bundespolitik. Er steht der Fraktion Center Unity in New South Wales nahe, die Teil der ALP ist.

## Frühes Leben
Fitzgibbon wurde am 16. Januar 1962 in Bellingen, New South Wales, als Sohn von Anne und Eric Fitzgibbon geboren. Sein Vater, ein Lehrer, war Bürgermeister von Cessnock City und 1984 in das nationale Repräsentantenhaus berufen.
Fitzgibbon besuchte das All Saints College, Maitland. Er arbeitete von 1978 bis 1990 als Automechatroniker in seiner eigenen Firma. Des Weiteren arbeitete er auch als Lehrer für die TAFE NSW.

## Politischer Werdegang
Fitzgibbon gehörte dem Stadtrat von Cessnock von 1987 bis 1995 an, unter anderem als stellvertretender Bürgermeister von 1989 bis 1990. Er war stellvertretender Vorsitzender der lokalen ALP-Fraktion in Cessnock und Delegierter auf der Landeskonferenz. Ab 1990 arbeitete er als Wahlkampfleiter für seinen Vater.

### Frühe Laufbahn in der Bundespolitik
Fitzgibbon gewann die Vorauswahl der ALP für den Sitz von Hunter, nachdem sein Vater vor den Bundeswahlen 1996 in den Ruhestand getreten war. Bei den Wahlen von 1996 verlor er sieben Prozentpunkte, wurde aber seither ohne größere Probleme wiedergewählt. Im Oktober 1998 wurde er in das Schattenkabinett der Opposition gewählt und von 2003 bis 2005 zum Schattenminister für Bergbau, Energie und Forstwirtschaft ernannt. Im Juni 2005 wurde er zum stellvertretenden Schattenschatzmeister sowie zum Schattenminister für Einnahmen und für kleine Unternehmen und Wettbewerb ernannt. Anfang Dezember 2006, als Kevin Rudd Oppositionsführer wurde, wurde Fitzgibbon zum Schattenminister für Verteidigung ernannt. Nach dem Sieg der Labour-Partei bei den Parlamentswahlen 2007 wurde er zum Verteidigungsminister ernannt.

### Verteidigungsminister
Im Jahr 2008 äußerte Fitzgibbon seine Unzufriedenheit mit einem nicht als Verschlusssache eingestuften Briefing, das er zu einer Bewertung des Joint Strike Fighter (JSF) erhalten hatte. Daraufhin forderte er einen als Verschlusssache eingestuften Bericht an, der seine Bedenken ausräumte, und äußerte sich anschließend zuversichtlich über das JSF-Projekt. In demselben Interview leugnete er jede persönliche Beteiligung an der Razzia der australischen Bundespolizei (AFP) im Haus des Journalisten Philip Dorling von der Canberra Times, obwohl er nicht garantierte, dass seine Abteilung die AFP nicht involviert hätte. Dorling wurde beschuldigt, vertrauliche Kabinettsdokumente erhalten zu haben, die für Fitzgibbon bestimmt waren.
Am 22. Oktober 2008 wies Fitzgibbon das Verteidigungsministerium an, die Eintreibung von Forderungen gegenüber SAS-Soldaten, denen versehentlich zu viel bezahlt worden war, einzustellen. Bei einer anschließenden Prüfung durch KPMG wurde festgestellt, dass der Sold der Soldaten auch nach der ministeriellen Anweisung weiterhin gekürzt wurde.

#### Kontroverse
Am 26. März 2009 berichtete Fairfax Media, dass Beamte des Verteidigungsministeriums eine verdeckte und nicht genehmigte Untersuchung von Fitzgibbons Freundschaft mit einer chinesisch-australischen Geschäftsfrau durchgeführt haben, weil sie glaubten, dass diese ein Sicherheitsrisiko darstellen würde. Dabei sollen Beamte des Defence Signals Directorate auf das Netzwerk in Fitzgibbons Büros zugegriffen haben, um die Bankdaten der Frau zu erfahren. Das Ministerium leitete eine Untersuchung zu den Berichten ein. Nick Warner, der Sekretär des Ministeriums, erklärte, dass er keine Indizien gesehen habe, die die Behauptungen bestätigten würden, und dass es keine Umstände gebe, unter denen geheime Untersuchungen gegen Minister genehmigt werden könnten. Fitzgibbon war Berichten zufolge „wütend“ über die Untersuchung und deutete an, dass sie möglicherweise von Beamten durchgeführt wurde, die gegen seine Reformen der Australian Defence Organisation waren.

#### Rücktritt
Fitzgibbon trat am 4. Juni 2009 als Verteidigungsminister zurück, nachdem Treffen zwischen seinem Bruder Mark Fitzgibbon, dem Leiter des Gesundheitsfonds NIB und Beamten des Ministeriums, gegen den Verhaltenscodex für Minister verstoßen haben.

### 43. Parlament
Nach seiner Wiederwahl bei den Parlamentswahlen 2010 wurde Fitzgibbon vom Labor-Caucus zum Chief Government Whip gewählt.
Nach dem Führungswechsel bei Labor im Juni 2013 wurde Fitzgibbon zum Minister für Landwirtschaft, Fischerei und Forstwirtschaft im zweiten Rudd-Kabinett ernannt.

### Parlamentswahlen 2019
Bei der Bundestagswahl 2019 verlor Fitzgibbon in seinem Wahlkreis 9,5 Prozentpunkte, was seinen Vorsprung auf nur 3 Punkte reduzierte. Nach der Wahl kritisierte er lautstark den Kurs seiner Partei und forderte, dass „Labor wieder zu seiner Arbeiterbasis zurückkehren und sich auf die Mitte konzentrieren muss“. Er erklärte, er erwäge eine Kandidatur bei der Wahl zum Parteivorsitzenden, falls andere Kandidaten nicht „mehr Interesse am regionalen Australien“ zeigen würden. Anthony Albanese als Parteichef, der ohne Gegenkandidaten gewann. Im November 2020 kündigte Fitzgibbon seinen Rückzug aus dem Schattenkabinett an. Damit reagierte er auf die Vorstöße der Linksfraktion von Labor, mehr Maßnahmen zum Klimawandel zu fordern, die er für „wahnhaft“ hält.
Im September 2021 kündigte Fitzgibbon seinen Rücktritt vor den nächsten Wahlen an und erklärte, dass es ihm gelungen sei, die Labor Party wieder in die politische Mitte zu bringen.

## Nach der Politik
Im November 2022 wurde Fitzgibbon mit Wirkung vom Februar 2023 zum Interims-CEO der Australian Forest Products Association ernannt.